# Роэлас, Хуан де
Хуан де Роэлас, Хуан де лас Роэлас, или Хуан де Руела (исп. Juan de Roelas, Juan de las Roelas, Juan de Ruela; ок. 1570, Фландрия — 23 апреля 1625, Оливарес, близ Севильи) — южно-нидерландский (фламандский) живописец. Работал в Испании, где сыграл важную роль в переходе от маньеризма к барокко.

## Биография
Сведений о жизни Хуана де Роэласа известно мало. Многие ранее существовавшие предположения относительно его биографии, включая место рождения в Севилье, были опровергнуты в 2000 году, когда Мария Антония Фернандес дель Ойо, испанский историк искусства, выяснила, что его ранние биографы путали художника с одноимённым кармелитским каноником с таким же именем, который был уроженцем Севильи. Из нотариальных документов выяснилось, что художник Хуан де Роэлас (Руэла) был родом не из Севильи, а из Фландрии и упоминается в документах как «Хуан Фландрский» (Juan de Flandes).
Известно, что Хуан де Роэлас участвовал в поминках после смерти короля Испании Филиппа II в Вальядолиде в 1598 году и помогал проектировать его надгробие. Он оставался в Вальядолиде до 1604 года, когда получил «милость» от Гаспара де Гусмана, графа Оливареса. В родовом доме этой семьи, в городе Оливарес недалеко от Севильи, де Ролас написал несколько больших алтарей для церквей в Оливаресе, а также для церквей в Севильи и окрестностях. Судя по всему, позднее художник переехал из Андалусии в Мадрид в надежде получить там должность придворного живописца. Когда эта попытка провалилась, он вернулся в Оливарес, где и скончался в 1625 году.

## Оценки творчества
Хуан де Роэлас считается ключевой фигурой в развитии живописи севильской школы, особенно в годы, предшествовавшие появлению Франсиско де Сурбарана, Алонсо Кано, Франсиско Эрреры, Бартоломе Эстебана Мурильо. "Он проложил путь натурализму живописи раннего испанского барокко, например, когда он включал сцены из повседневной жизни в свои картины, основанные на библейских историях и легендах о святых. Такое сочетание религиозного и повседневного стало визитной карточкой севильской школы живописи и нашло своё совершенство в творчестве Мурильо.
В алтарных картинах Роэлас соединял обычную для художников-романистов идеализацию с новыми веяниями натурализма, аналогичными караваджизму в Италии, но более мистической окраски. В этом Роэлас предвосхитил достижения Сурбарана.

## Галерея

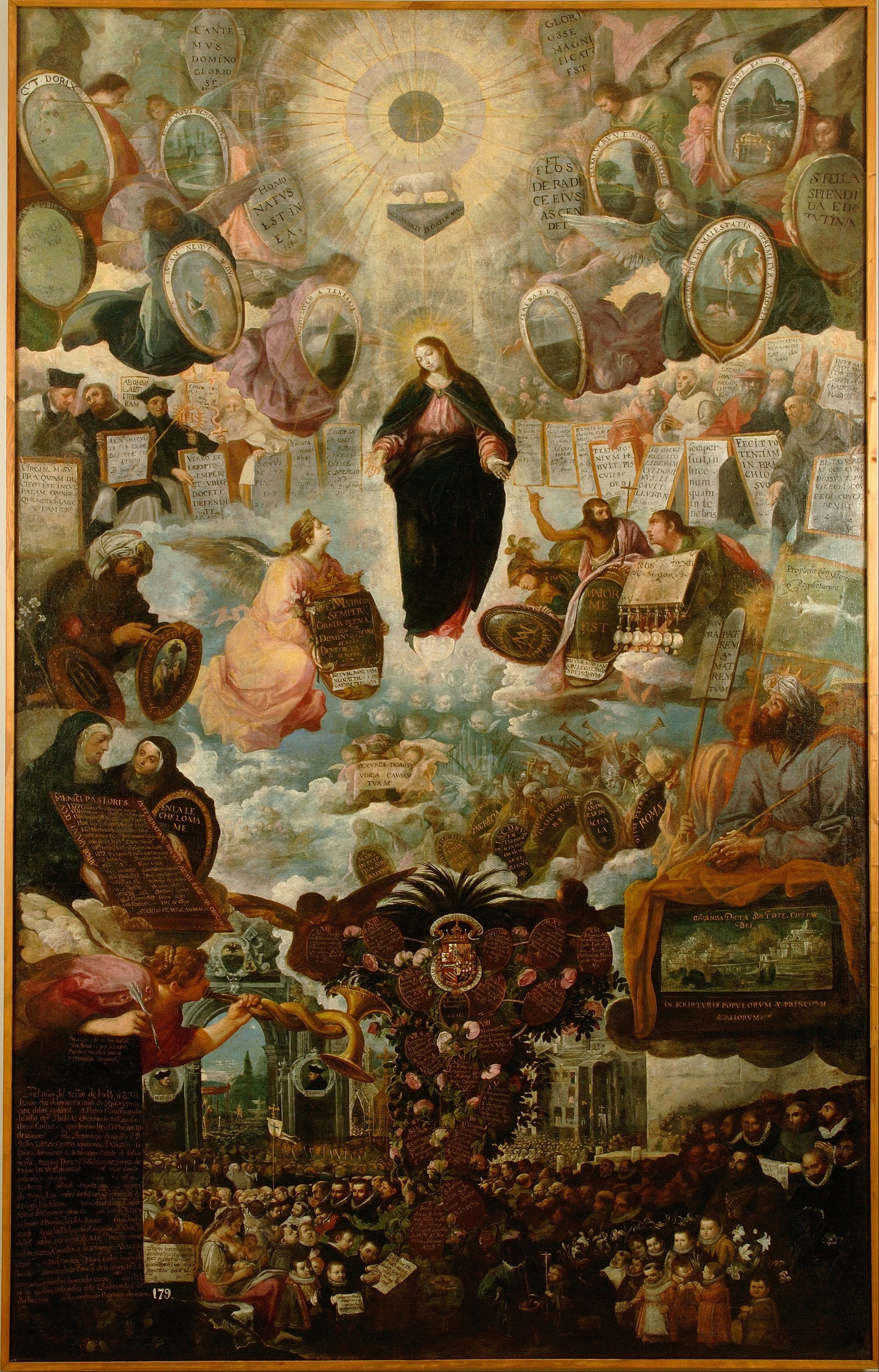
Аллегория Мадонны Иммакулаты (Незапятнанной). 1616. Холст, масло. Национальный музей скульптуры, Вальядолид
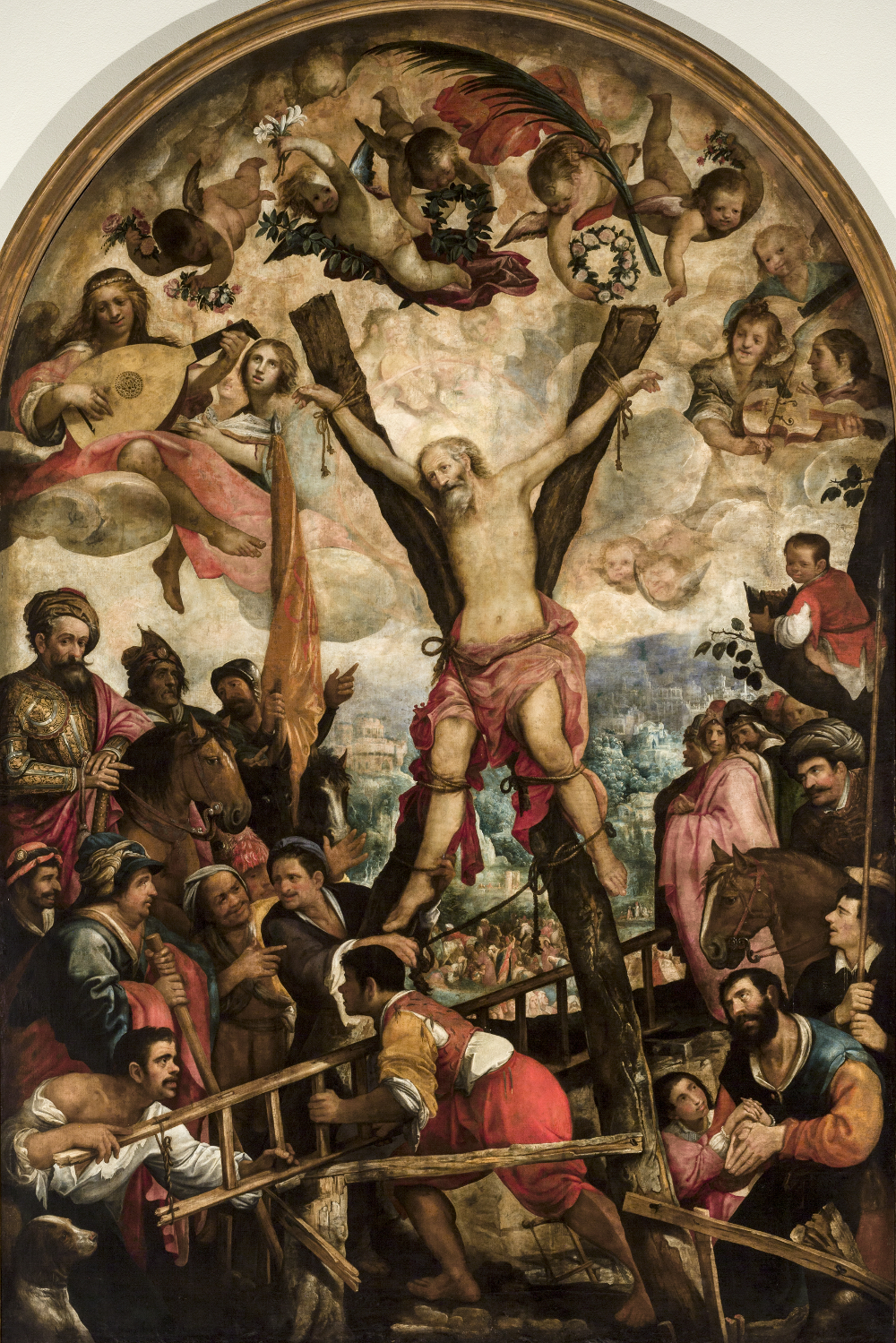
Мученичество Святого Андрея. Между 1610 и 1615. Холст, масло. Музей изящных искусств, Севилья
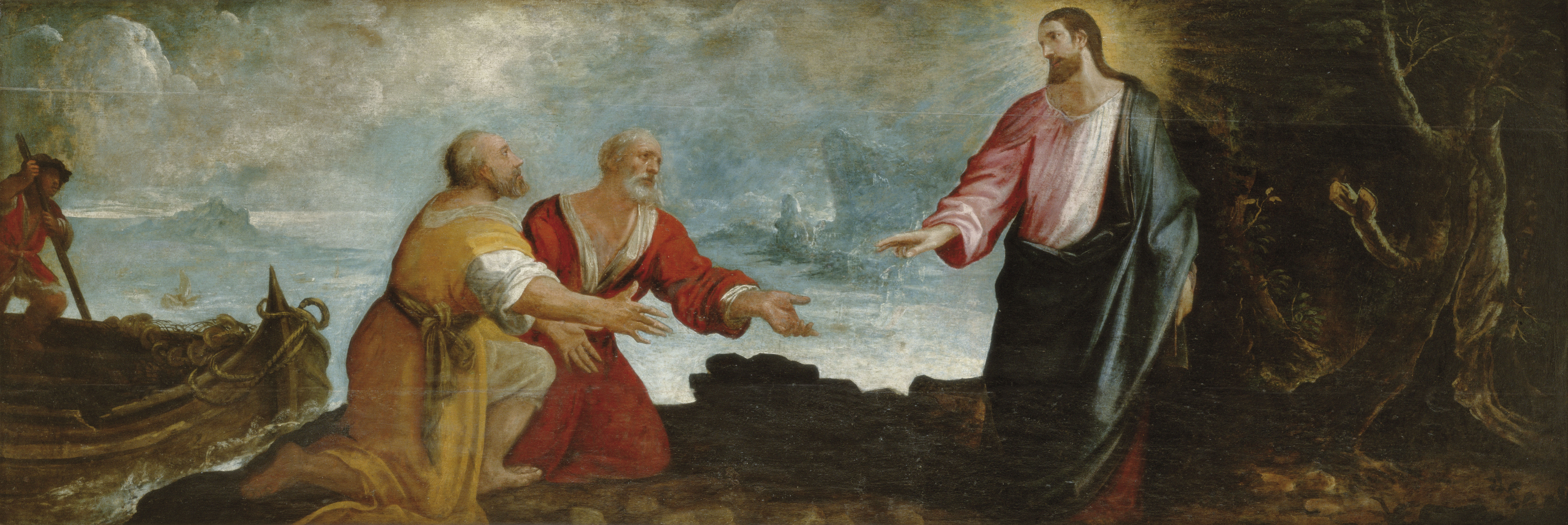
Призвание святых Петра и Андрея. Ок. 1610. Дерево, масло. Музей изящных искусств, Бильбао
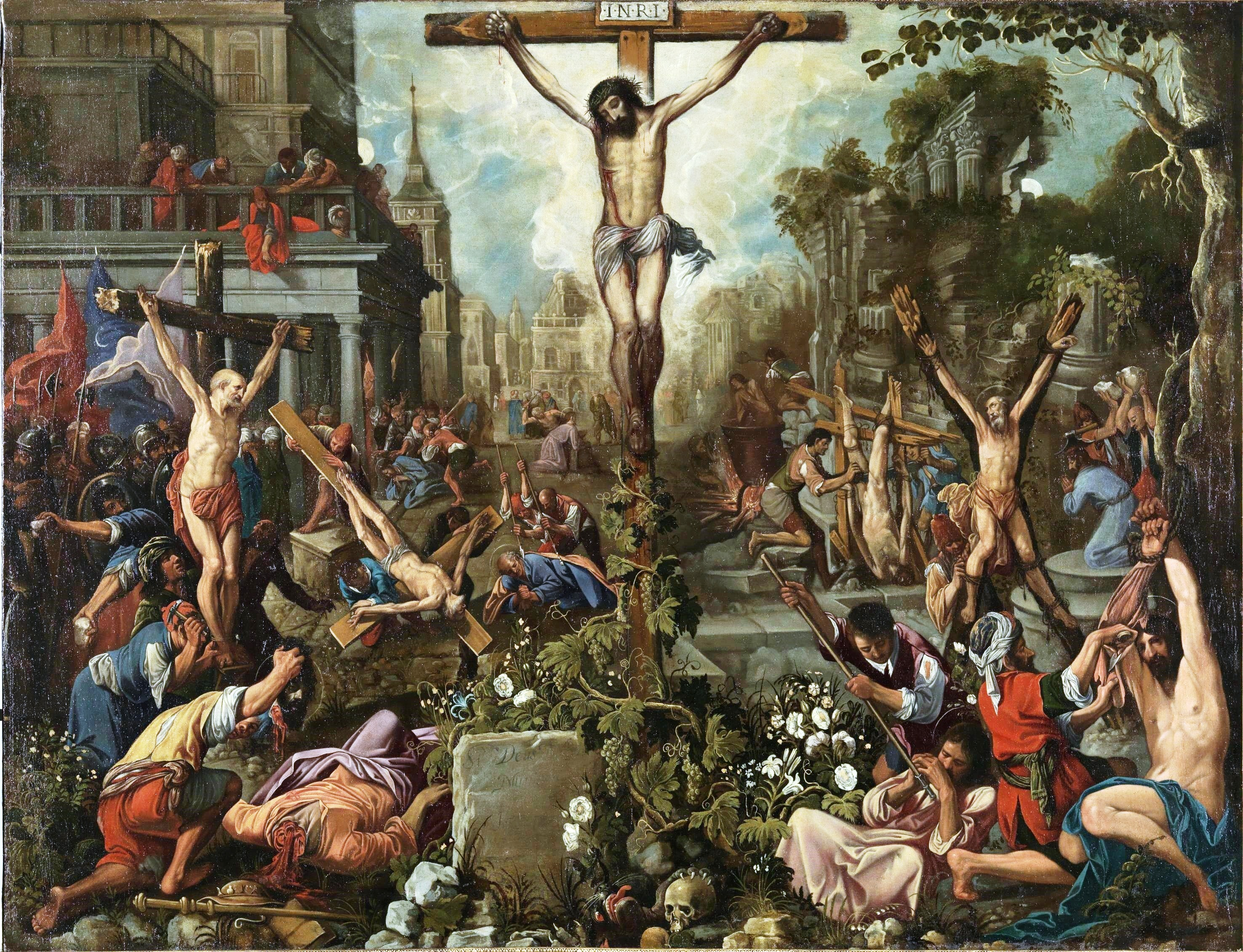
Христос — пример для мучеников (приписывается). Ок. 1615. Холст, масло. Прадо, Мадрид
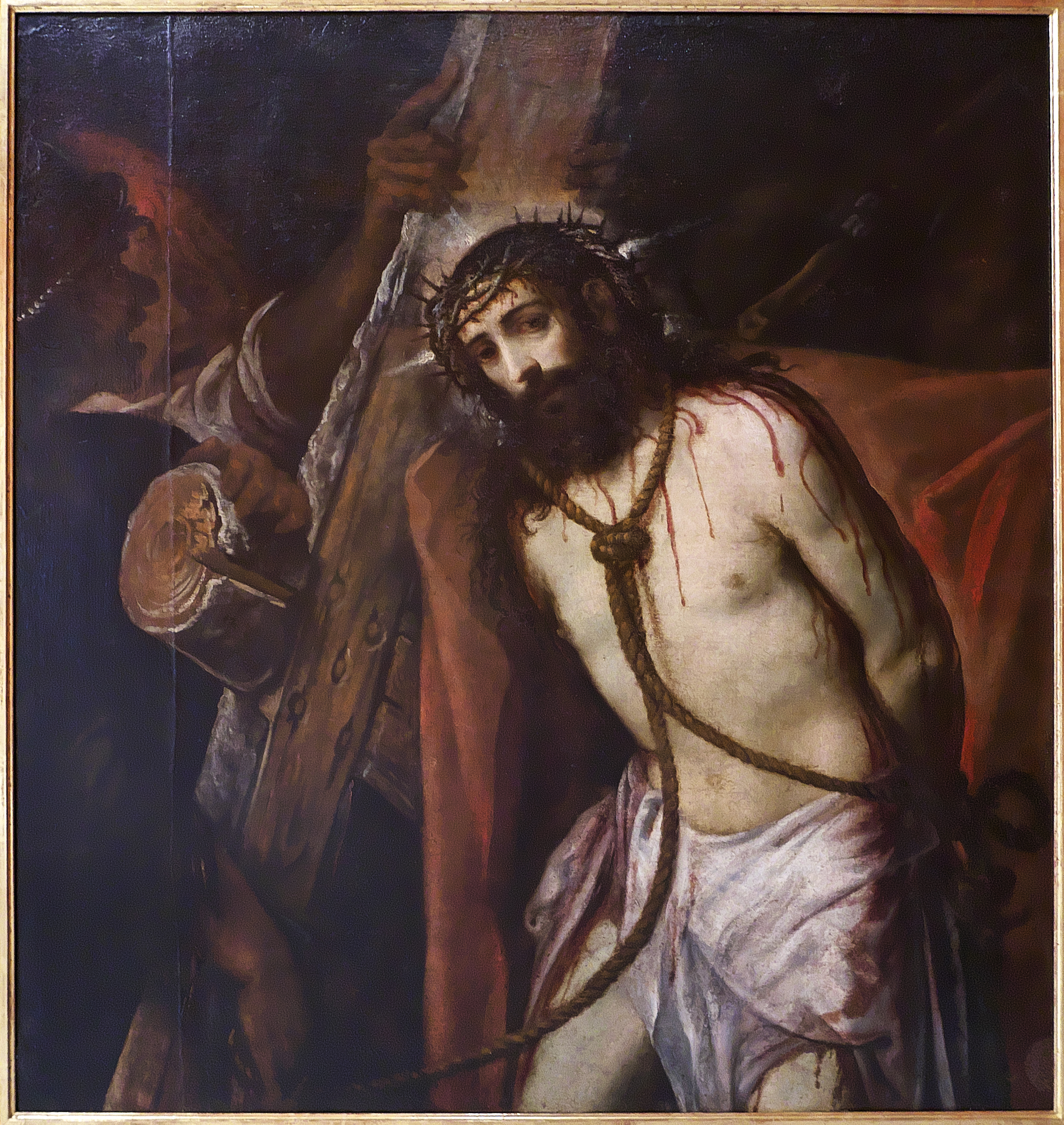
Иисус на пути на Голгофу. Ок. 1620. Холст, масло. Музей изящных искусств, Севилья
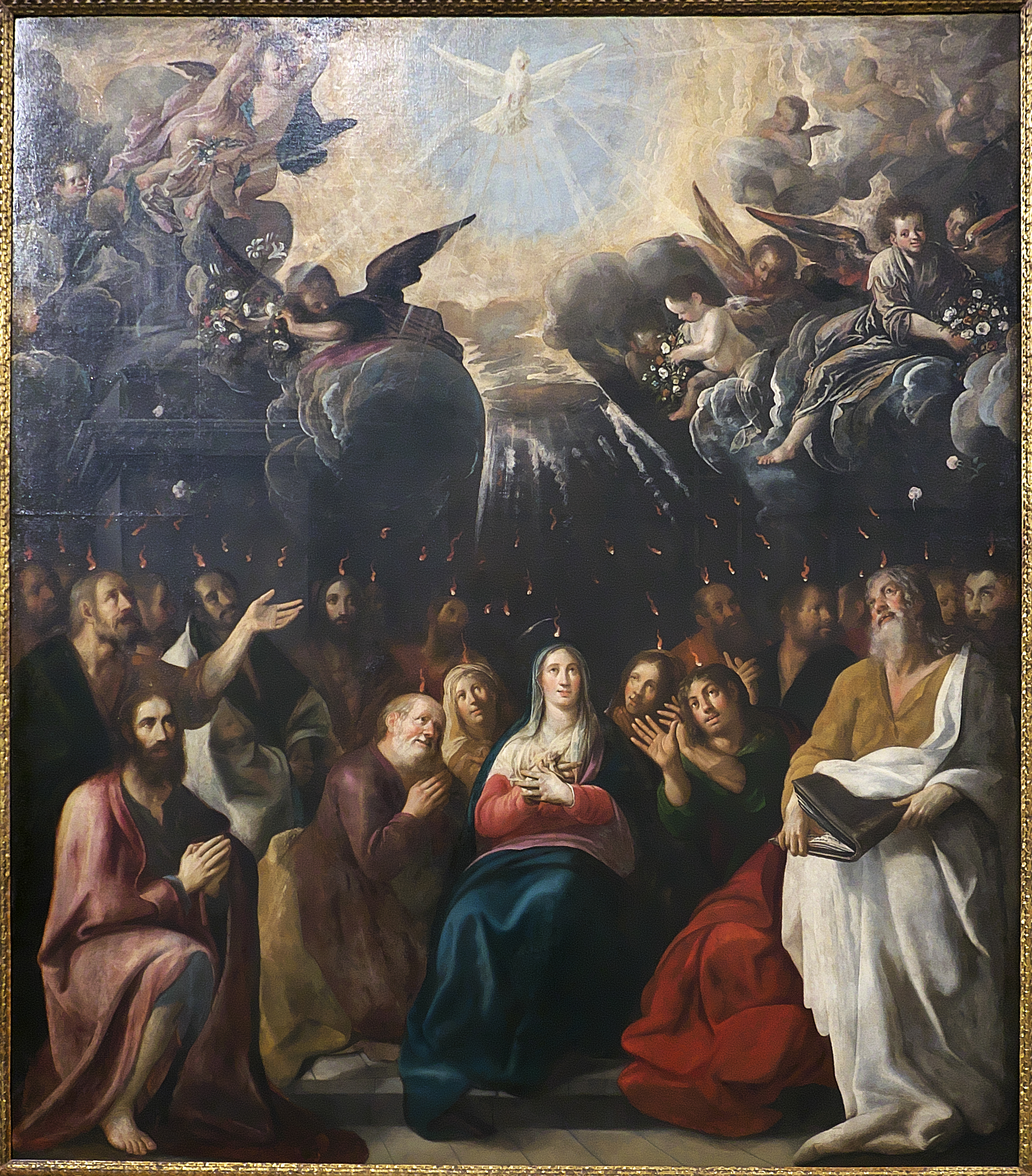
Сошествие Святого Духа. Ок. 1615. Холст, масло. Музей изящных искусств, Севилья
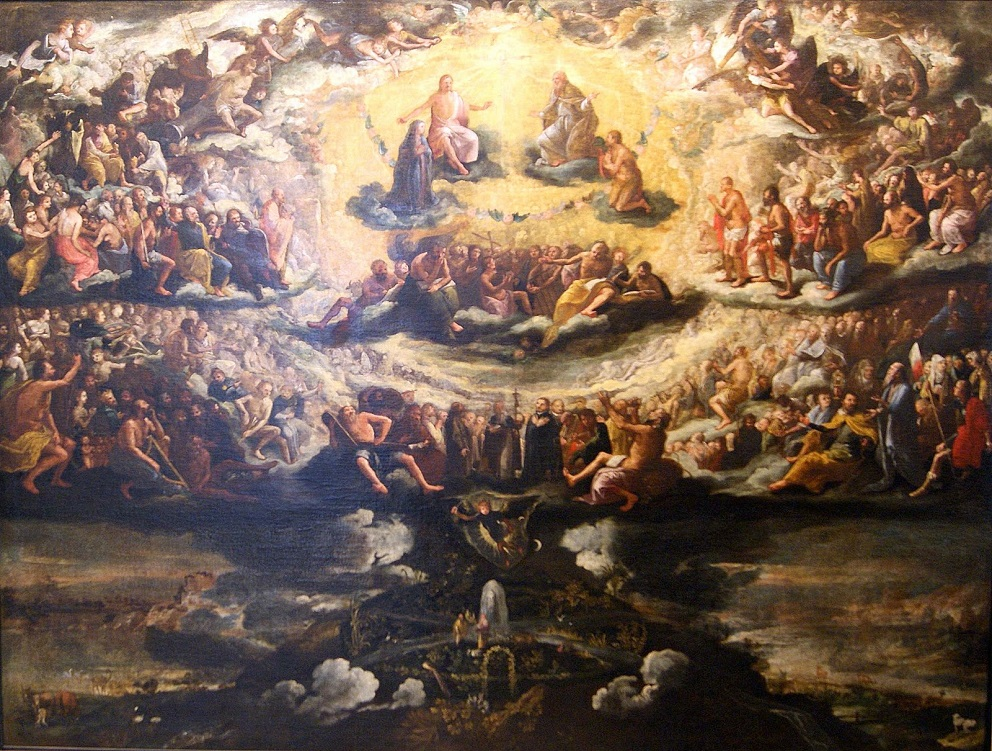
Христос во Славе. 1615. Холст, масло. Кафедральный собор, Севилья